# Podlaquia

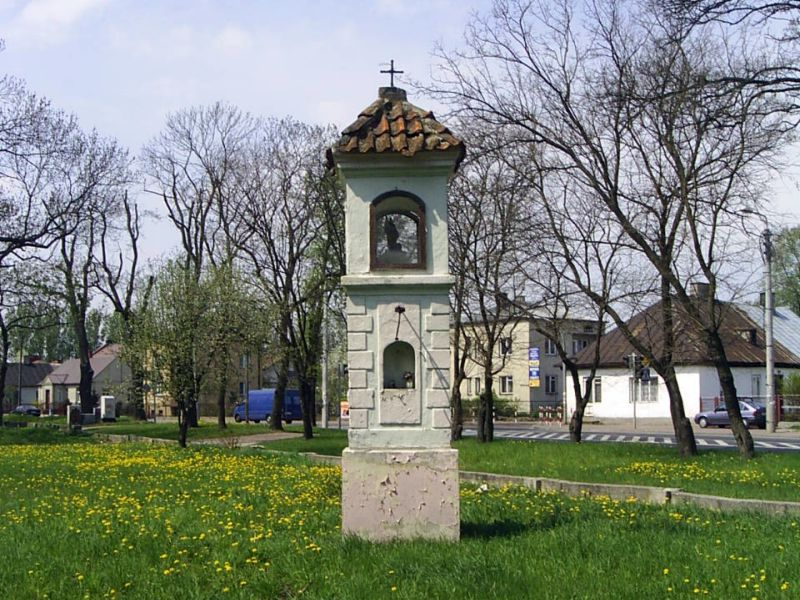
Vieja capilla.

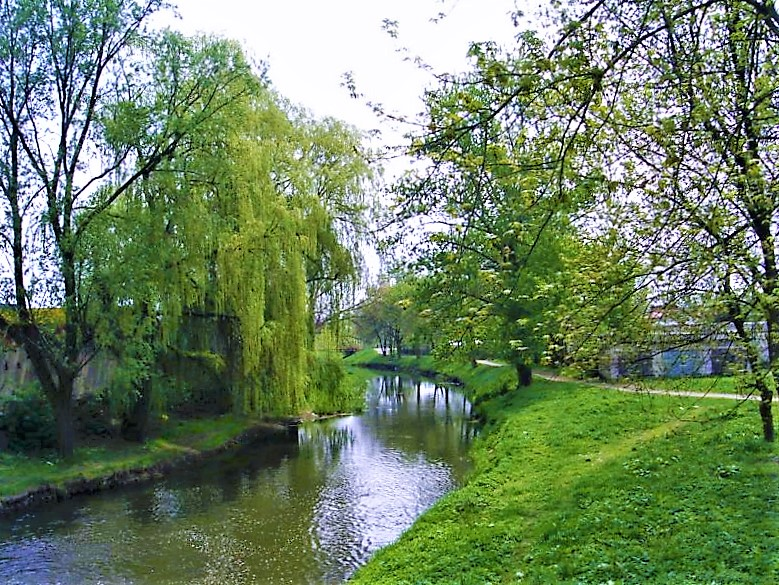
Río Krzna.

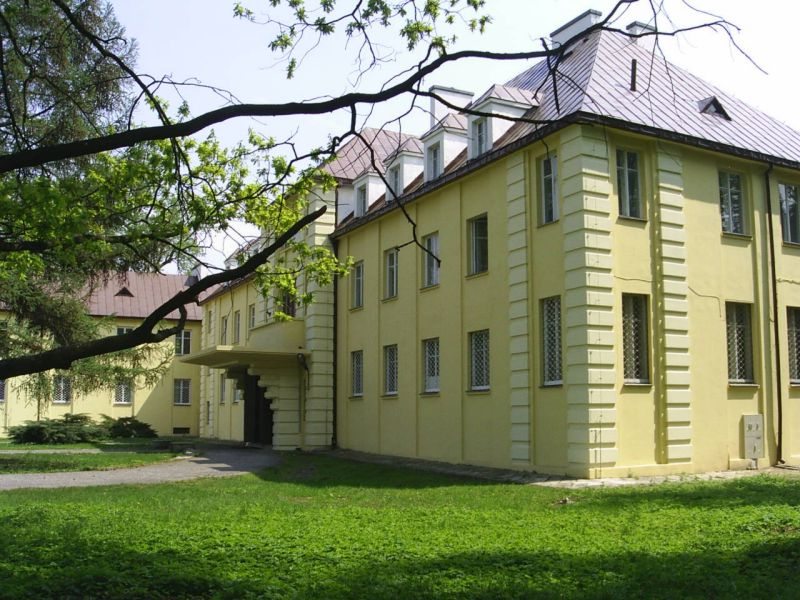
Palacio de Potocki en Międzyrzec Podlaski.

Podlaquia, Podlesia, o Podlasie es una región histórica situada en la parte oriental de Polonia y occidental de Bielorrusia. Se encuentra entre el río Biebrza al norte y su prolongación natural al sur, Polesia. La región se llama en lengua polaca Podlasie, Podlasko o Podlasze; en bielorruso Падляшша Padliaša; en ucraniano Підлісся Pidlisia, Підлясіє Pidliasije, o Підляхія Pidliajiya, en lituano Palenkė, en ruso Подлясье Podliase y en latín Podlachia.

## Nombre
Existen dos teorías diferentes respecto al origen del nombre de la región: algunos creen que deriva de la palabra eslava les o las, que significa "bosque", por lo que un posible significado podría ser "área cercana al bosque" o "área de bosques", siendo por tanto Podlaquia sinónimo de Polesia; la otra visión sugiere que el término remonta a la expresión pod Lachem, que significaría "bajo los polacos", o "bajo gobierno polaco". Una variante de esta teoría sostiene que el nombre nace en él período en el cual el territorio pertenecía a la provincia de Trakai dentro del Gran Ducado de Lituania, a lo largo de los confines del Reino de Polonia, y por eso pod Lachem significaría "cerca de los polacos".
Actualmente el nombre Podlaquia se utiliza principalmente por la parte polaca de la región, tradicionalmente dividida en Podlaquia septentrional (al norte del Bug Occidental) y Podlaquia meridional. La parte septentrional forma parte del Voivodato de Podlaquia.

## Historia
Al comienzo de su historia, el área de Podlaquia era habitada por diversas tribus con diversas raíces étnicas. En el siglo IX y en el X, el territorio lo habitaban tribus de lenguas lechíticas en el sur y por pueblos bálticos en el norte. Hasta finales del siglo XIII, Podlaquia estuvo ocupada por tribus rutenas, probablemente procedentes de Volinia, que hablaban una lengua protoucraniana. Hasta el siglo XIV la región formó parte de Rutenia, siendo anexionada al Gran Ducado de Lituania. En 1569, tras la Unión de Lublin, la parte occidental de Podlaquia fue cedida al Reino de Polonia; la parte meridional permaneció en el Gran Ducado hasta la partición de Polonia de 1795.

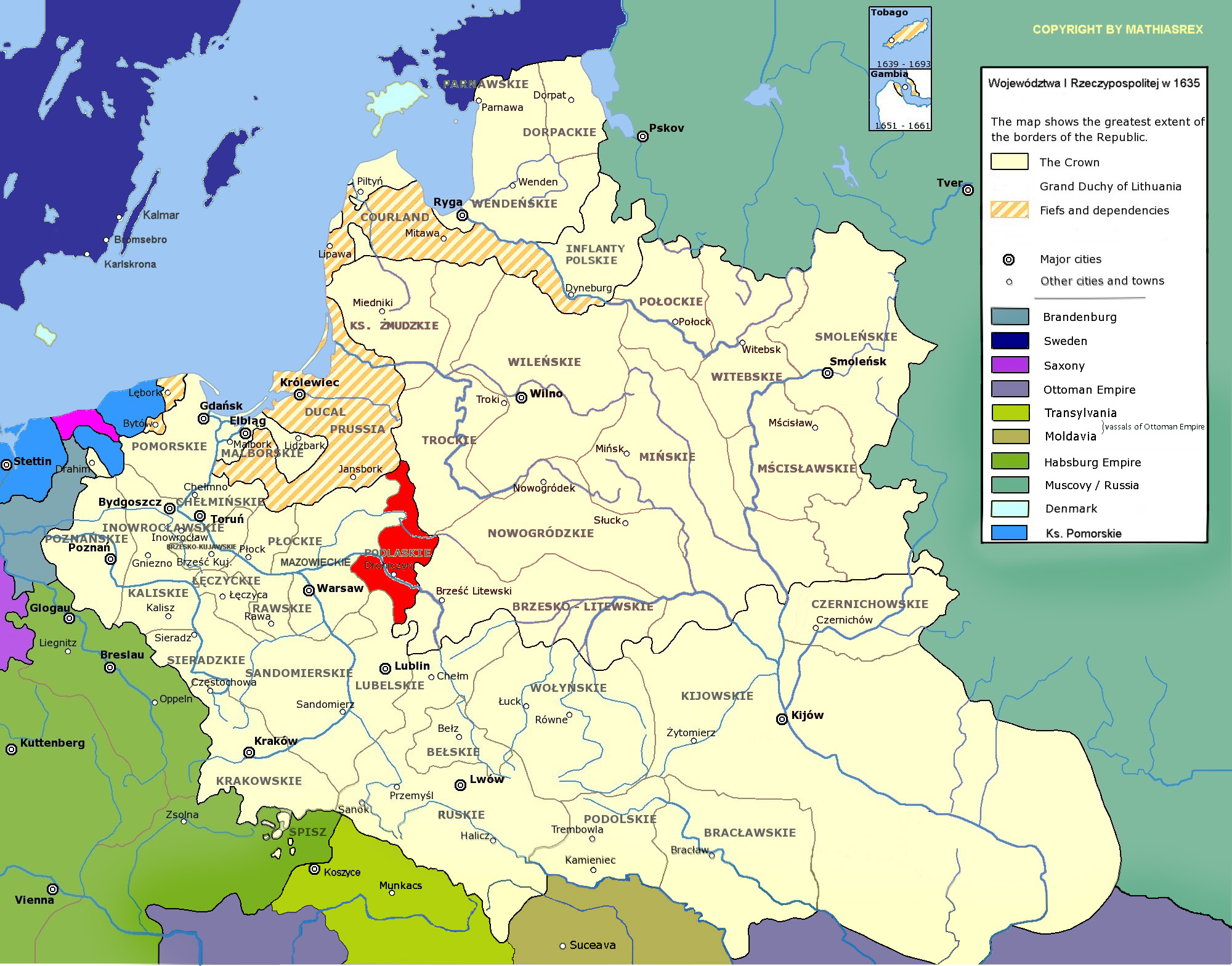
Podlaquia en la Mancomunidad Polaco-Lituana, 1635.

## Situación étnica
Podlaquia es la tierra donde confluyen la cultura polaca, bielorrusa, ucraniana y lituana, y es indicativa de los límites de sus territorios étnicos. Al este de Podlaquia se encuentran las tierras no étnicamente polacas, mientras que a su oeste están las rutenas, ucranianas, bielorrusas y lituanas. Actualmente se habla el polaco, el ruteno, el ucraniano y el bielorruso, habiéndose abandonado el uso del lituano.
Hasta el siglo XIX Podlaquia era habitada por pueblos de lengua polaca, judíos, ortodoxos rutenos y grecocatólicos que hablaban un dialecto similar al ucraniano, el jajlak. En el siglo XIX los habitantes de la región estuvieron bajo dominio del Imperio ruso, siendo la parte meridional parte del Estado títere de Rusia llamado Zarato de Polonia. Después de 1831 las autoridades rusas prohibieron la fe grecocatólica en la Podlaquia septentrional, por lo que se erradicó esta religión del área; el rito fue prohibido en la meridional en 1875 y sus habitantes fueron forzados a convertirse a la ortodoxia. La resistencia de la población local fue fuerte y los rutenos se rebelaron. En 1874 Wincenty Lewoniuk y seis compañeros suyos fueron ajusticiados por soldados rusos en Pratulin; en respuesta a estas medidas, los rutenos de Podlaquia empezaron a identificarse con el movimiento nacional de los polacos católicos.
En 1912 las autoridades rusas emitieron un edicto de tolerancia que hizo posible la pertenencia al catolicismo, por lo que la mayoría de los podlacos meridionales se convirtieron al catolicismo. Actualmente son pocos los individuos en este territorio que hablan el idioma ruteno, y casi todos se consideran polacos. La zona a lo largo de la frontera con Bielorrusia está poblada por bielorrusos y por una minoría tártara.

## Principales ciudades
- Białystok
- Biała Podlaska
- Brest
- Międzyrzec Podlaski
- Bielsk Podlaski
- Hajnówka
- Siemiatycze